# Agapornis nigrigenis
El inseparable de mejillas negras (Agapornis nigrigenis) es una especie de ave psitaciforme perteneciente a la familia Psittacidae que habita en una pequeña región del norte del África austral.

## Descripción

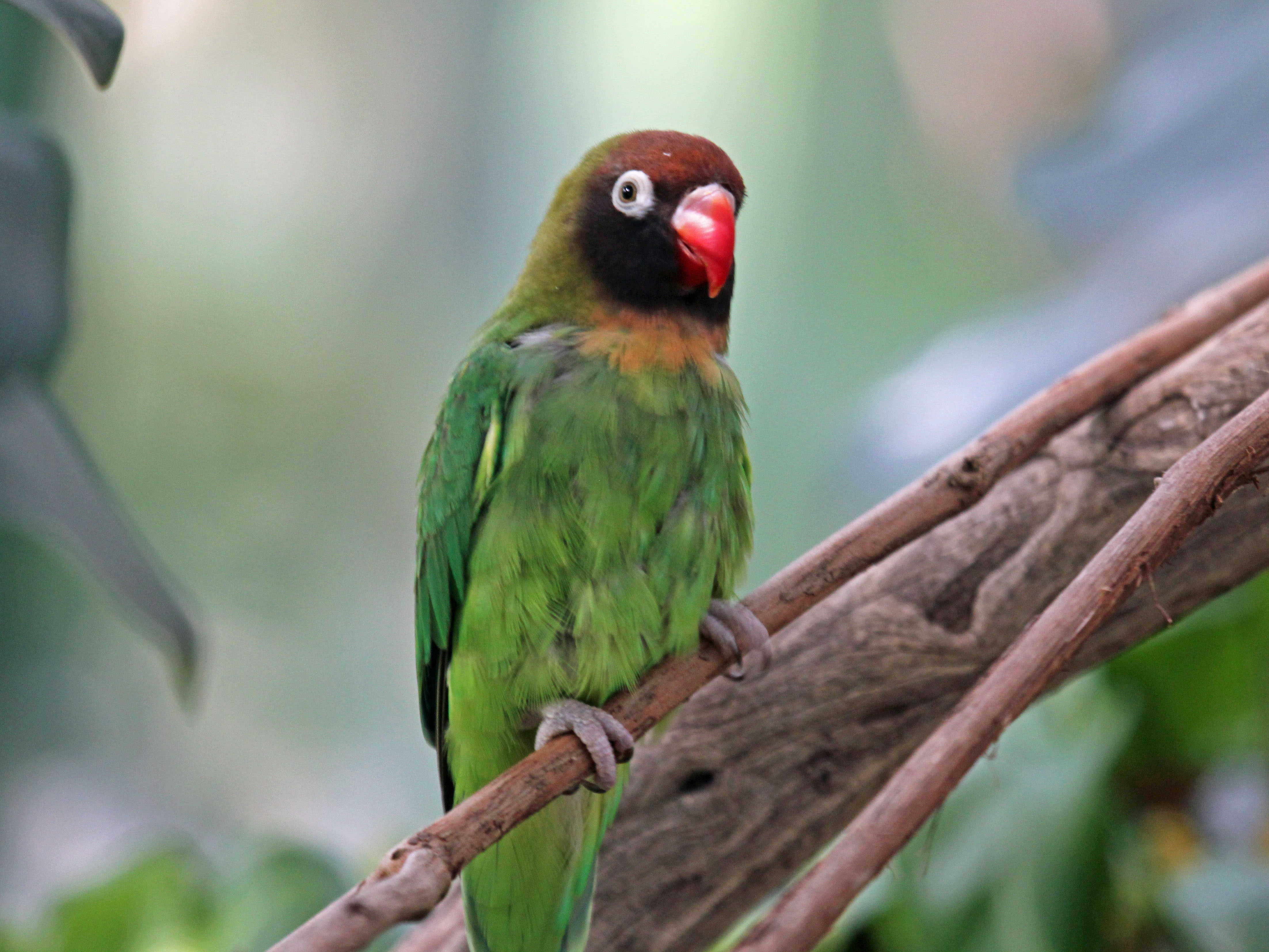
En el zoo de San Diego.

El inseparable de mejillas negras mide unos 14 cm (5.5 in) de largo. Su plumaje es principalmente verde, con la frente y parte frontal del píleo pardos rojizos y la garganta y las mejillas negras, que contrastan con sus anillos oculares blancos y su pico de base blanquecina y punta roja.  Sus patas son de color grisáceo. Los juveniles son similares pero con el pico anaranjado.

## Taxonomía y conservación
No se reconocen subespecies. A veces se han considerado una subespecie del inseparable del Nyasa (Agapornis lilianae).
Está clasificada como especie vulnerable debido a su pequeña población salvaje que se encuentra en continuo declive debido a la pérdida de hábitat y al avance de la desertificación.

## Distribución y hábitat
Se encuentra muy localizado en una región del sur de Zambia, en su confluencia con Namibia y Botsuana. El inseparable cachetón vive en bosques, cercanos a las masas de agua o donde haya un suministro permanente de agua, ya que la necesita diariamente. En la temporada seca estas aves se congregan en grandes bandadas de hasta ochocientos individuos.

## Alimentación
El inseparable de mejillas negras se alimenta de semillas que recolecta principalmente a nivel del suelo de las hierbas anuales, pero también consume otras materias vegetales y larvas de insectos, además de cultivos como el maíz, el sorgo y el mijo.

## Avicultura
El agapornis de mejillas negras es relativamente fácil de criar en la avicultura, pero hubo poco interés en criarlos durante la primera mitad del siglo XX en un momento en que las importaciones eran numerosas. En el siglo XXI son poco comunes en la avicultura y también poco comunes como mascotas.